# Roland Wittmann
Roland Wittmann (ur. 18 sierpnia 1942 w Budapeszcie, zm. 22 marca 2019) – niemiecki profesor prawa, sędzia, wykładowca, filozof; specjalista prawa cywilnego, prawa rzymskiego i filozofii prawa.

## Wykształcenie
W 1962–1968 studiował nauki prawne na Uniwersytecie Ludwika i Maksymiliana w Monachium, zaś w latach 1967–1973 filozofię i teorię naukową na tej samej uczelni.
W 1968 zdał 1. prawniczy egzamin państwowy (1. juristisches Staatsexamen), natomiast 2. prawniczy egzamin państwowy (2. juristisches Staatsexamen), będący odpowiednikiem polskiego egzaminu kończącego aplikację, w 1973.
W 1971 uzyskał promocję na doktora nauk prawnych a 7 lat później habilitację, również na Uniwersytecie Ludwika i Maksymiliana w Monachium.

## Praca zawodowa
W latach 1972–1978 był asystentem naukowym, a od 1978 do 1980 docentem na własnej Alma Mater.
Przez okres 1980–1992 był profesorem prawa cywilnego, rzymskiego i filozofii prawa oraz kierownikiem katedry prawa cywilnego, rzymskiego i filozofii prawa na monachijskim uniwersytecie, a od roku 1992 do 2005 kierownikiem katedry prawa cywilnego, filozofii i historii prawa na Europejskim Uniwersytecie Viadrina we Frankfurcie nad Odrą.
W 1994 został sędzią w Brandenburskim Wyższym Sądzie Krajowym (Brandenburgisches Oberlandesgericht). Od 2005 był członkiem Polskiej Akademii Umiejętności w Krakowie.
Został pochowany na Cmentarzu Północnym w Monachium.

## Publikacje
Prawo cywilne
- Begriff und Funktionen der Geschäftsführung ohne Auftrag, München, 1981.
- Bearbeitung der §§ 657–687 in: Staudinger, BGB, 12. Auflage 1980.
- Bearbeitung der §§ 657–674; 676–687 in: Staudinger, BGB, 13. Auflage 1995.
- Kon ' ingai seikatsu kyodotaio meguru genjitsuteki shomondai (Aktuelle Probleme der nichtehelichen Lebensgemeinschaft), Zeitschr. der Jur. Fak. der Kansai – Univ., Osaka, 1990, 26 ff.
- Rikonshano saikonno chansu to risku (Chancen und Risiken der Wiederheirat Geschiedener), Osaka, 1990.

Prawo rzymskie
- Die Körperverletzung an Freien im klassischen Römischen Recht, München 1972.
- Die Entwicklungslinien der klassischen Injurienklage, Savigny-Zeitschr., Rom.Abt. 91, 1974, 285–359.
- Res publica recuperata. Grundlagen und Zielsetzung der Alleinherrschaft des L. Cornelius Sulla, in: Gedächtnisschrift für Wolfgang Kunkel, Frankfurt am Main, 1984, 563–582.
- Die Prozeßformeln der actio mandati. Ein Beitrag zur Geschichte des prätorischen Edikts. In: Mandatum und Verwandtes, Hrsg. Nörr/Nishimura, Heidelberg, 1993, 40–51.
- Kunkel-Wittmann, Staatsordnung und Staatspraxis der Römischen Republik, Band 2. Die Magistratur. München, 1995.
- Thesaurus und Römisches Recht, in: Wie die Blätter am Baum, so wechseln die Wörter. 100 Jahre Thesaurus Linguae Latinae. Stuttgart/Leipzig, 1995, 79–88.